# ريشدبين
رشدبين هي قرية لبنانية من قرى قضاء الكورة في محافظة الشمال. تقع على رأس تلة فوق بلدة كوسبا.

تمّت تسميتها بهذا الاسم نسبة إلى التسمية الفرنسية: Roche de Pin
أي تلة الـصنوبر بحيث أن الرئيس الفرنسي شارل ديغول كان يسكن فيها صيفاً.

لذلك يكثر فيها شجر الصنوبر.